# Witalij Szczur
Witalij Leonidowicz Szczur (ros. Виталий Леонидович Щур; ur. 27 listopada 1987) – rosyjski zapaśnik startujący w stylu klasycznym. Zajął szesnaste miejsce na mistrzostwach świata w 2017 roku. 
Drugi w Pucharze Świata w 2015. Srebrny medalista mistrzostw Europy w 2018 i brązowy w 2017. Mistrz świata wojskowych w 2018 i trzeci w 2023. Mistrz Rosji w 2019; wicemistrz w 2016, 2018, 2021, 2022 i 2023; trzeci w 2014, 2015, 2017 i 2020 roku.